# Ettore Puricelli
Héctor „Ettore“ Puricelli (* 15. September 1916 in Montevideo, Uruguay; † 14. Mai 2001 in Rom, Italien) war ein uruguayisch-italienischer Fußballspieler und -trainer, der ein Länderspiel für die italienische Fußballnationalmannschaft bestritt.

## Spielerkarriere

### Anfänge in Uruguay
Héctor Puricelli wurde am 15. September 1916 in Uruguays Hauptstadt Montevideo geboren. In seiner Jugend spielte er bei Liverpool Montevideo. Nachdem er bei dem Verein die Jugendabteilungen durchlaufen hatte, wurde er 1933 von einem anderen Hauptstadtverein, von Central, unter Vertrag genommen. Bei Central spielte er bis ins Jahr 1937 Fußball, wechselte 1938 innerhalb Montevideos zu River Plate Montevideo, ehe er zur Saison 1938/39 vom italienischen Erstligisten FC Bologna verpflichtet wurde.

### Wirken in Italien
1938 wurde Héctor Puricelli vom Serie-A-Verein FC Bologna verpflichtet. Gleich in seiner ersten Saison konnte Puricelli im Trikot von Bologna überzeugen und verhalf seiner Mannschaft zum Gewinn der italienischen Fußballmeisterschaft durch einen ersten Platz in der Serie A 1938/39 mit vier Punkten Vorsprung auf den AC Turin. Zusammen mit Aldo Boffi vom AC Mailand gewann der gebürtige Uruguayer auch die Trophäe des besten Ligatorschützen. In der folgenden Spielzeit peilte Puricelli, der während seiner Zeit in Italien den Rufnamen „Ettore“ bekam, die Titelverteidigung an, was jedoch nicht gelang. Es reichte in der Saison 1939/40 nur zum zweiten Platz für den FC Bologna, während Ambrosiana-Inter die Meisterschaft gewann. 1940/41 gelang dann wieder der Sieg in der Serie A. Puricelli konnte auch einen eigenen Erfolg verbuchen, mit 22 Saisontoren wurde er bester Torschütze der Serie A. Dieser Ligaerfolg mit dem FC Bologna im Jahr 1941 war der letzte Meistertitel für den Verein bis ins Jahr 1964. Puricelli spielte noch bis 1944 in Bologna und zählte weiter Jahr zu den besten Torschützen des Vereins. Der FC Bologna beendete die beiden Spielzeiten, bevor der Spielbetrieb aufgrund des Zweiten Weltkrieges unterbrochen wurde, jeweils auf einem Mittelfeldplatz. 1941/42 wurde man beim Titelgewinn des AS Rom Siebenter, Puricelli erzielte vierzehn Saisontore, und 1942/43 wurde Bologna beim ersten Meistertitel des Grande Torino des AC Turin Sechster, Puricelli gelangen diesmal keine zehn Saisontore. Nach der Saison 1942/43 endete der Spielbetrieb vorerst und Ettore Puricelli hatte bis dato 139 Ligaspiele mit 86 Toren für Bologna gemacht.
Nachdem nach Ende des Zweiten Weltkrieges im Jahr 1945 der Spielbetrieb in Italien wieder aufgenommen worden war, schloss sich Ettore Puricelli dem AC Mailand aus der gleichnamigen Modemetropole im Norden Italiens an. In der Serie A Alta Italia der Saison 1945/46 erreichte er mit Milan den vierten Platz, was zur Teilnahme an der Finalrunde um die Meisterschaft berechtigte, die schließlich der AC Turin gewann. Puricelli erzielte in der ersten Saison nach dem Krieg elf Tore für den AC Mailand. Die Serie A 1946/47 schloss er mit Milan auf dem vierten Tabellenplatz ab und wurde zweitbester Torschütze mit 21 Saisontoren, einzig hinter Valentino Mazzola vom erneuten Meister AC Turin. 17 Tore gelangen Puricelli in der folgenden Saison, er erreichte mit dem AC Mailand den zweiten Platz hinter dem Grande Torino, der weiterhin Italiens Fußball dominierte. 1949 nahm die Dominanz des AC Turin ein jähes Ende. Beim Flugunfall von Superga starb die gesamte Mannschaft samt Betreuer. Für die Saison 1948/49 hatte diese Tragödie aber noch keine Auswirkungen, da die Spielzeit zum Zeitpunkt des Unfalls schon fast beendet war und der AC Turin dennoch Meister wurde, der AC Mailand und Puricelli wurden Dritter.
Nach Ende der Saison 1948/49 verließ Ettore Puricelli den AC Mailand und schloss sich dem AC Legnano in der Serie B, der zweithöchsten italienischen Fußballliga, an. Für Legnano machte er insgesamt 38 Ligaspiele und brachte es darin auf 25 Tore. Die Saison 1949/50 beendete er mit Legnano auf dem dritten Platz in der zweiten Liga und verpasste den Aufstieg nur um drei Punkte, die der Zweitplatzierte Udinese Calcio besser war. Ein Jahr später gelang der Aufstieg durch einen zweiten Platz hinter SPAL Ferrara und sieben Punkten Vorsprung auf den Drittplatzierten FC Modena. Nach dem gelungenen Sprung in die Serie A beendete Ettore Puricelli seine aktive Laufbahn.

### Nationalmannschaft
Einige Zeit nach dem Beginn seiner Zeit beim FC Bologna erhielt Héctor Puricelli die italienische Staatsbürgerschaft und war fortan spielberechtigt für die italienische Fußballnationalmannschaft. Für sein Heimatland Uruguay hatte er nie ein Länderspiel bestritten. Stattdessen debütierte er am 12. November 1939 für die italienische Fußballnationalmannschaft beim Länderspiel in Zürich gegen die Schweiz, das die Mannschaft von Weltmeistertrainer Vittorio Pozzo mit 1:3 verlor. Puricelli war dabei einziger Torschütze der italienischen Mannschaft. Danach kam er zu keinen weiteren Länderspielen.

## Trainerkarriere
Nach dem Ende seiner aktiven Karriere als Fußballspieler wurde Ettore Puricelli Fußballtrainer. Sein erstes Traineramt übernahm er 1954 mit 38 Jahren beim AC Mailand. Bereits in seiner ersten Saison als Trainer von Milan führte er das Team um Stars wie den schwedischen Torjäger Gunnar Nordahl, dessen uruguayisches Pendant Juan Schiaffino und Verteidiger Cesare Maldini zum Gewinn der italienischen Fußballmeisterschaft. In der Serie A 1954/55 wurde ein erster Platz mit vier Punkten Vorsprung auf Udinese Calcio belegt. Die Saison 1955/56 hatte für Puricelli und den AC Mailand die Titelverteidigung zum Ziel. Das Vorhaben misslang durch einen zweiten Tabellenrang hinter der ACF Fiorentina aber und der Coach musste seinen Job aufgeben und wurde durch Giuseppe Viani ersetzt.
Zur Saison 1956/57 übernahm Ettore Puricelli das Traineramt beim Serie-A-Aufsteiger US Palermo. In Sizilien hatte er jedoch nicht annähernd so viel Erfolg wie beim AC Mailand und die Saison endete für Palermo mit dem Abstieg aus der ersten Liga, nachdem man mit nur 22 erreichten Zählern Tabellenletzter wurde. Puricellis Zeit beim US Palermo endete im Laufe der Saison 1956/57. Nach zwei Jahren ohne Arbeit ging er 1959 nach Portugal und war ein Jahr Coach des FC Porto, mit dem er allerdings auch keinen großen Erfolg hatte und einen Titelgewinn verpasste.
Nach einem kurzen Intermezzo bei Salernitana Calcio in der gleichnamigen Provinzstadt in Kampanien wurde Puricelli 1961 Trainer des FC Varese, einem norditalienischen Verein in der drittklassigen Serie C. Nachdem er mit Varese im ersten Jahr Fünfter wurde, gelang 1963 der Aufstieg in die Serie B durch einen ersten Platz in der Girona A mit drei Punkten Vorsprung auf Novara Calcio. Auch in der Serie B zeigte sich das Team des FC Varese sehr erfolgreich und schaffte nach dem Erreichen des ersten Tabellenplatzes nach Ablauf aller Spieltage den Aufstieg in die Serie A, zusammen mit dem US Cagliari und dem US Foggia, die beide wie auch Varese erstmals in Italiens Eliteliga aufstiegen. Als Aufsteiger landete Ettore Puricelli mit dem FC Varese in der Serie A 1964/65 auf einem guten elften Tabellenplatz und schaffte somit den Klassenerhalt. Zur Saison 1965/66 ging er zum Ligakonkurrenten Atalanta Bergamo, wo er im Laufe der Spielzeit entlassen wurde. 1967/68 trainierte er für ein Jahr den US Cagliari, nachdem er zuvor ein Jahr lang verantwortlich war für die US Alessandria. Mit Cagliari gelang ihm durch einen neunten Tabellenrang das Erreichen des Messestädte-Pokals 1968/69. Allerdings verließ er Sardinien schon nach einem Jahr.
1969 übernahm er das Traineramt bei Lanerossi Vicenza und behielt dieses bis ins Jahr 1971. Mit Vicenza erreichte er jeweils Plätze im Mittelfeld der Serie A. 1969/70 wurde man Neunter und 1970/71 Zehnter. Zur Saison 1972/73 begann Ettore Puricelli ein Traineramt bei der US Foggia, damals in der Serie B aktiv, schaffte aber nicht den Aufstieg. Nach nur einer Saison wurde er erneut Trainer von Lanerossi Vicenza, schaffte mit dem Verein zunächst zweimal den Klassenerhalt und stieg schließlich mit Lanerossi 1974/75 in die Serie B ab. Nach einem Jahr beim unterklassigen Verein Football Brindisi kehrte er 1976 zu US Foggia zurück und führte den Verein, der soeben in die Serie A aufgestiegen war, zum Klassenerhalt. In der Folgesaison misslang dies jedoch und Foggia musste absteigen. Puricelli indes übernahm 1978 den CFC Genua, der zusammen mit Foggia 1977/78 in die Serie B abgestiegen war, und verpasste den Aufstieg, woraufhin er wieder nach Foggia ging und zwei weitere Male in der zweiten Liga Trainer war.

## Erfolge

### Als Spieler
- Italienische Fußballmeisterschaft: 1938/39, 1940/41

- Torschützenkönig der Serie A: 1938/39 (19 Tore), 1940/41 (22 Tore)

### Als Trainer
- Italienische Fußballmeisterschaft: 1954/55
- Serie B: 1963/64
- Serie C: 1962/63
- Coupe Latine: 1956